# Монтеррей (футбольный клуб)
«Монтерре́й» (исп. Club de Fútbol Monterrey) — мексиканский футбольный клуб из одноименного города, штата Нуэво-Леон, выступающий в высшей лиге Мексики.

## История

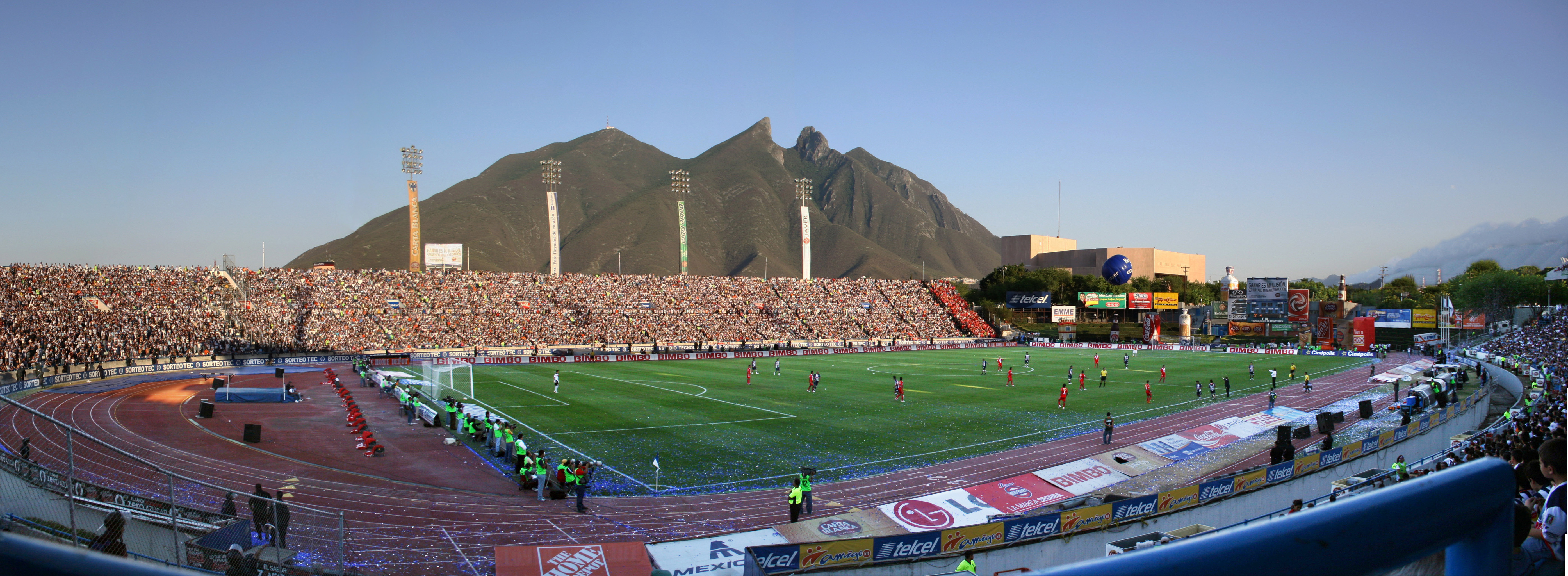
«Текнолохико» — домашний стадион «Монтеррея» с 1950 по 2015 годы.

Основанный в 1945 году, «Монтеррей» является старейшим профессиональным клубом с севера Мексики. С 1950 по 2015 годы клуб выступал на «Эстадио Текнолохико», одном из старейших мексиканских стадионов. С июля 2015 года новым домашним полем «Монтеррея» является «Бе-бе-уве-а» вместимостью 51 700 зрителей.
Главным соперником «Монтеррея» является клуб «УАНЛ Тигрес», с которым играется Класико Рехиомонтано, иначе «Класико Монтеррея» («рехиомонтано» — название жителей Монтеррея). Это противостояние считается третьим по значимости в Мексике после «Гвадалахара» — «Америка» (Суперкласико Мексики) и «Гвадалахара» — «Атлас» (Класико Тапатио).

## Достижения
- Чемпион Мексики (5): 1986, Кл. 2003, Ап. 2009, Ап. 2010, Ап. 2019
- Вице-чемпион Мексики (6): 1992/93, Ап. 2004, Ап. 2005, Кл. 2012, Кл. 2016, Ап. 2017
- Обладатель Кубка Мексики (3): 1991/92, Ап. 2017, 2019/20
- Обладатель Кубка кубков КОНКАКАФ (1): 1993
- Победитель Лиги чемпионов КОНКАКАФ (5): 2010/11, 2011/12, 2012/13, 2019, 2021
- 3-е место Клубного чемпионата мира (2): 2012, 2019

## Форма

### Спонсоры
| Год          | Производитель | Главный спонсор | Другие спонсоры                                                    |
| ------------ | ------------- | --------------- | ------------------------------------------------------------------ |
| 1984—1991    | Adidas        |                 |                                                                    |
| 1991—1998    | ABA SPORT     | ABACO 1989—1998 |                                                                    |
| 1998—1999    | ABA SPORT     | Oxxo            | Pepsi, Tecate                                                      |
| 1999—2007    | Atletica      | Bimbo           | Coca Cola, Casas Javer, Oxxo, Carta Blanca, BBVA Bancomer          |
| 2007—2008    | Nike          | Bimbo           | Coca Cola, Casas Javer, LG, Carta Blanca, BBVA Bancomer            |
| 2008 — н. в. | Nike          | Bimbo           | Coca Cola, Casas Javer, Carta Blanca, Home Depot and BBVA Bancomer |

### Основная форма
| 1945 | 1965 | 1975 | 1981 | 1991 | 1996 | 2010 |  |

### Гостевая форма
| 1955 | 1960 | 1976 | 1981 | 1986 | 2003 | 2008 | 2010 |  |